# Planta (arquitectura)

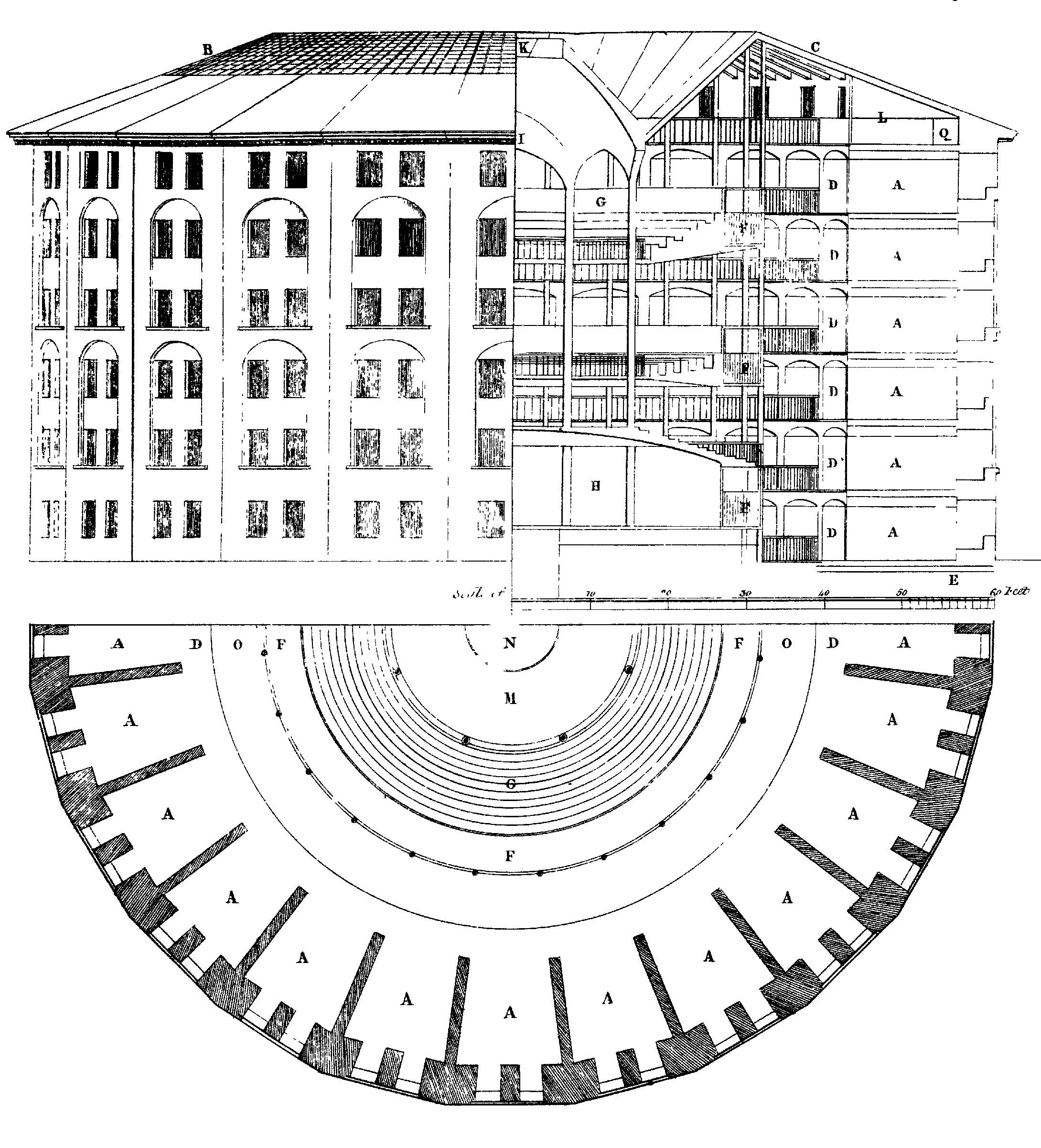
Planta (a baix), alçat (a l'esquerra) i secció (a la dreta) del Panopticon de Jeremy Bentham. Aquest reformador social atribuïa al seu utòpic disseny arquitectònic (especialment al de la seva planta, que orienta les cel·les cap a un punt d'observació central) la virtut de millorar el maneig dels reclusos d'una presó. Les formes circulars o ovalades de places de toros, estadis i amfiteatres, i la semicircular dels hemicicles en teatres i parlaments, tenen una funció fins a cert un punt semblant.

Una planta –del llatí planta– és la representació d'un cos (un edifici, un moble, una peça o qualsevol altre objecte) sobre un pla horitzontal. S'obté mitjançant una projecció paral·lela, perpendicular al pla projectant horitzontal, per punt, sense perspectiva. És una de les representacions principals del sistema dièdric, juntament amb l'alçat. També es denomina planta la representació de la secció horitzontal.

## Descripció
En arquitectura, la planta és un dibuix tècnic que representa, en projecció ortogonal i a escala, una secció horitzontal d'un edifici; és a dir, la figura que formen els murs i envans a una altura determinada (normalment coincident amb les obertures –portes i finestres—, perquè es puguin veure), o bé utilitzant recursos gràfics per a permetre la representació d'aquests i altres elements arquitectònics (com a línies de menys gruix o discontínues, que permeten la representació d'elements sobre un tall (secció), com arcs i traceries.
Els plans d'un edifici consten en gran part de plans de planta, generalment un per cada altura o nivell d'aquest, incloent la planta de cobertes, que a diferència de les altres, no secciona l'edifici sinó que el mostra vist de dalt, tal com es veuria sobrevolant-lo, però sense distorsions de perspectiva (vista d'ocell).
Acompanyant a les plantes o seccions horitzontals, s'utilitzen també plans de secció vertical (denominats seccions o "plans de secció"), així com plans d'alçat, que mostren l'aspecte exterior de les diferents façanes de l'edifici, sense seccionar-lo.

## Tipus
Existeixen diferents tipus de planta en funció del que es vulgui representar. Els principals són:
- plantes d'arquitectura: mostren les divisions interiors de l'edifici, les portes, finestres i escales. Solen estar fitades i poden anotar també la superfície de cada recinte.
- plantes constructives: reflecteixen els detalls constructius de façana i envans interiors, encara que solen preferir-se seccions.
- plantes d'acabats: mostren els materials de revestiment o acabat de sòls, sostres i paraments verticals en cadascuna de les estades o habitacions.
- plantes d'instal·lacions: mostren el recorregut i ubicació dels diferents elements que componen les instal·lacions de l'edifici. Normalment hi ha una planta dedicada a cada tipus d'instal·lació (elèctrica, lampisteria, sanejament, etc.).
- plantes d'estructura: mostren els detalls de l'estructura de l'edifici, generalment de les bigues, pilars i forjats i lloses. A diferència de les altres plantes, que solen seccionar-se just per sobre del sòl, les plantes d'estructura solen seccionar-se just per sota, mostrant per punt els elements sobre els que es recolzen.

## Plantes en l'arquitectura de civilitzacions diferents de l'occidental

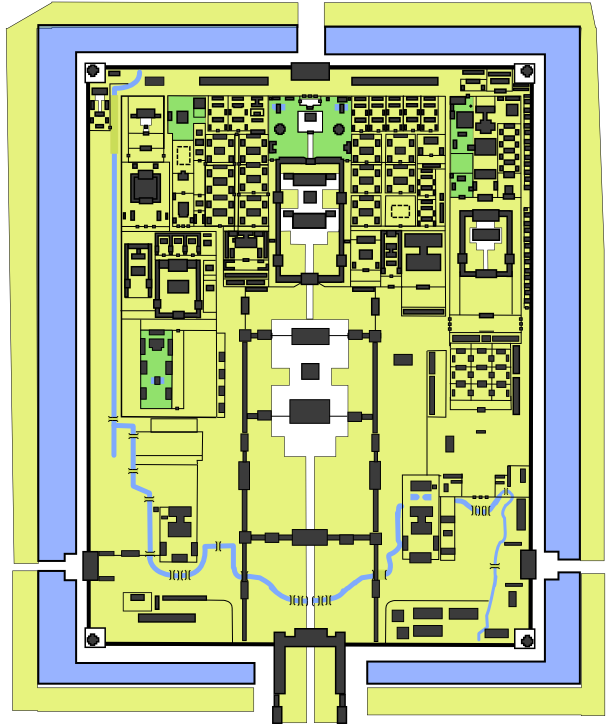
Ciutat Prohibida
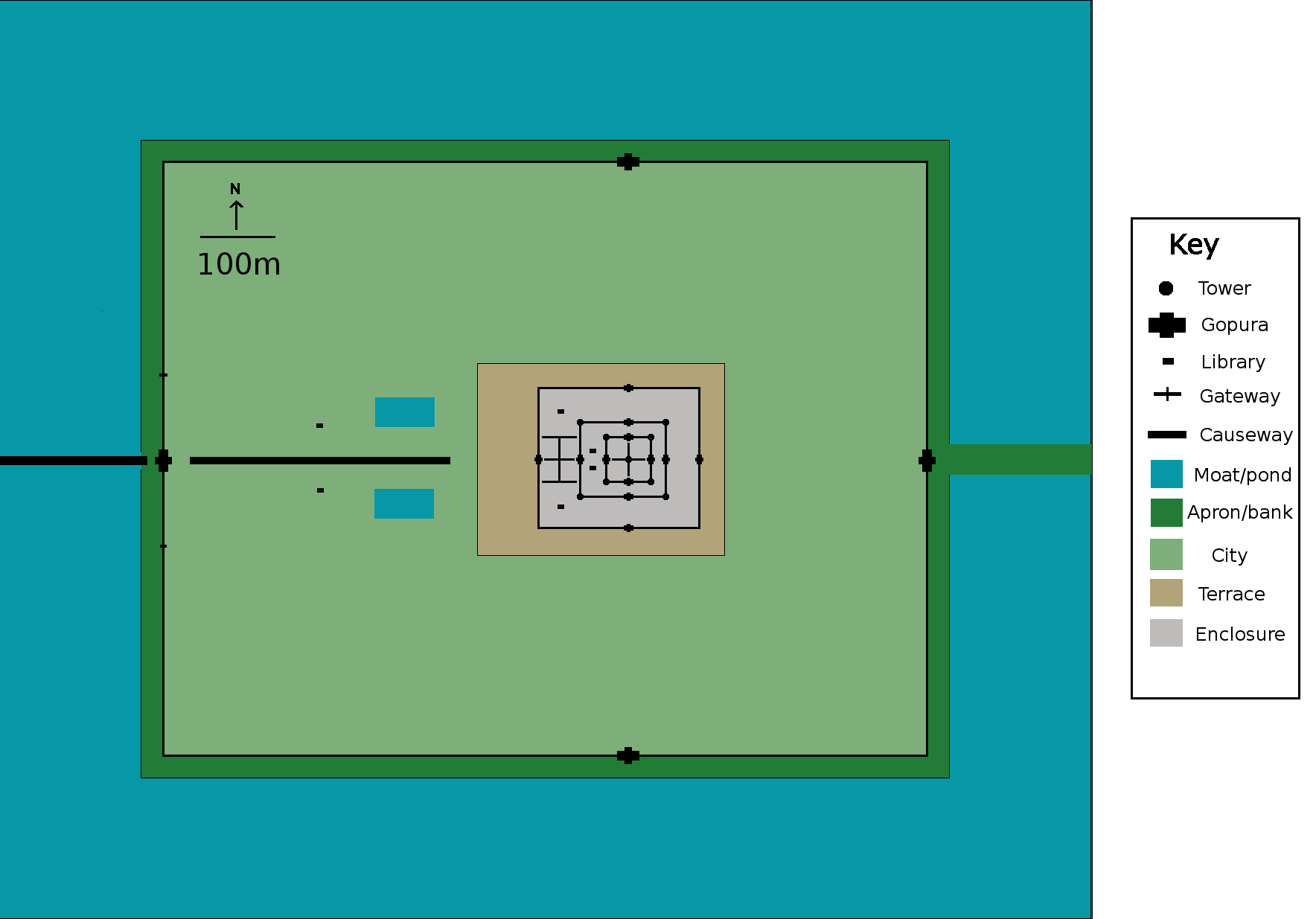
Angkor Wat
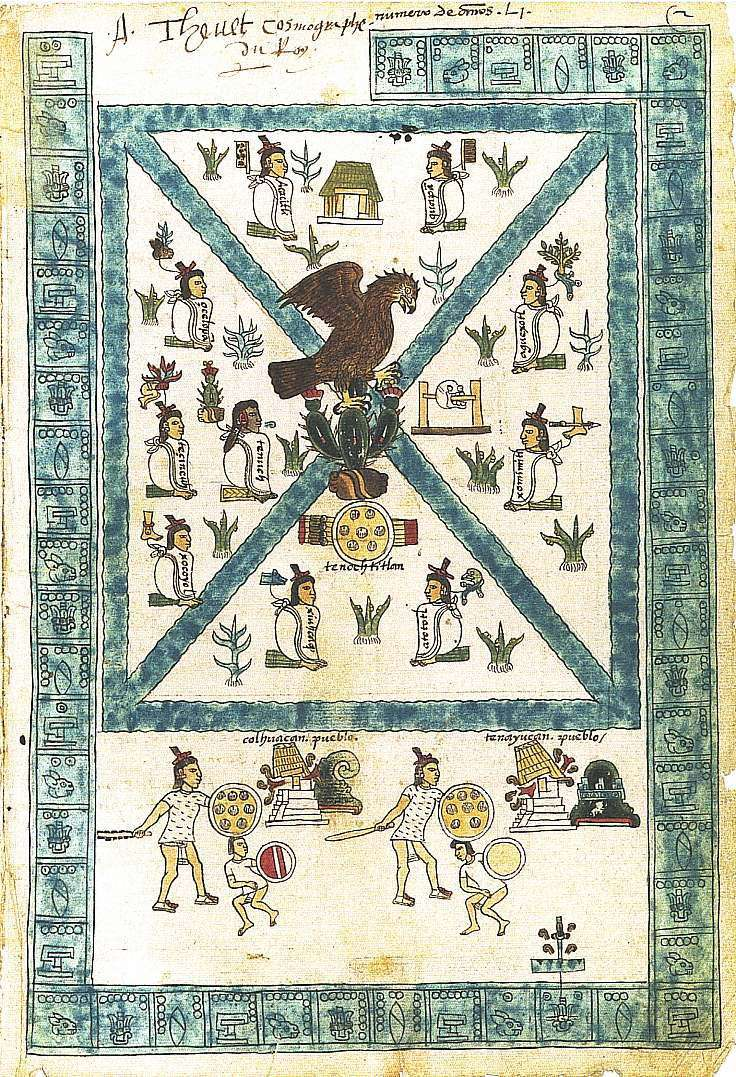
Esquema de Tenochtitlán en el Còdex Mendoza
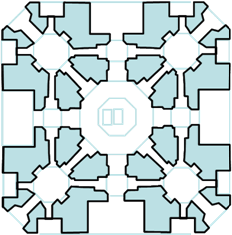
Taj Mahal